# Dučevac
Dučevac (en serbe cyrillique : Дучевац) est un village de Serbie situé dans la municipalité de Babušnica, district de Pirot. Au recensement de 2011, il comptait 82 habitants.

## Démographie
| 1948 | 1953 | 1961 | 1971 | 1981 | 1991 | 2002 | 2011 |
| ---- | ---- | ---- | ---- | ---- | ---- | ---- | ---- |
| 636  | 597  | 510  | 429  | 304  | 209  | 136  | 82   |

|  |